# Українська гільдія трубачів
Українська гільдія трубачів, Гільдія трубачів-професіоналів України — громадська організація.
Ініціатором створення Гільдії трубачів-професіоналів України (Київ — 1994), а згодом і її президентом став Валерій Посвалюк.
До складу Гільдії в 1994 році увійшли 24 трубача з Києва, Харкова, Одеси, Львова, Донецька, Рівного, Ужгорода та інших міст України.
Матеріали досліджень науковців, провідних методистів і виконавців на духових та ударних інструментах України та зарубіжжя публікуються у друкованому органі Гільдії – створеному в 1995 році щорічному журналі "Брас-бюлетень".